# Julijeva vila
Julijeva vila (italijansko Villa Giulia; latinsko Villa Julia) je vila oziroma dvorec v Rimu, Italiji. Gradil jo je papež Julij III. od 1551 do 1553 na takratnem mestnem obrobju. Danes je v javni lasti in gostuje Etruščanski muzej (italijansko Museo Nazionale Etrusco) z dragocenimi predmeti in izdelki etruščanske umetnosti in omike.

## Opis

### Julij III.- pokrovitelj umetnikov
Julij III. je bil sam prefinjeno renesančno umetniško nadarjen, obenem pa tudi pokrovitelj in mecen umetnikov. Zadnja tri leta življenja ga je hudo mučil protin. Ko je nadziral, kako napredujejo dela pri gradnji palače, ki je dobila ime po njem, se je hudo prehladil, dobil vročino in umrl v Rimu 23. marca 1555. Pokopali so ga v Baziliki sv. Petra v Vatikanu, kjer ima skromno grobnico - star rimski sarkofag.

### Vila nekoč in danes
Papež je dal zgraditi veličastno Julijevo vilo, kjer se je zadrževal v prostem času in v času bolezni, ki ga je hudo mučila zadnja tri leta. To stavbo pred Porta del Popolo v Rimu je 1553 zgradil Vignola v renesančnem in marienističnem slogu. Danes se nahaja v tej razkošni stavbi Etruščanski muzej izredne vrednosti.
Osrednji del renesančne Ville Giulie, ki je bil nekoč papeško podeželsko letovišče, je v našem času dolgo sameval zapuščen, zanemarjen in obraščen; nedavno pa so ga obnovili v vsej njegovi prejšnji slavi z denarno podporo neimenovanih japonskih darovalcev. Omamni nimfej se zdaj ponaša z bleščečim mozaikom in marmornatimi deli, ki so postavljena v bujen vodnat vrt. Oazo blizu sedanjega mestnega rimskega središča je načrtoval Florentinec Ammanati pod vestnim Vasarijevim vrhovnim nadzorom.

### Obnova zapuščene vile
Obnova bogato okrašenega nimfeja se je začela septembra 2015, ko je italijansko kulturno ministrstvo prejelo darovnico za 25.000 €, ki jo je poslala japonska skupina kmalu po obisku zapuščene umetnine, ki je bila dolgo prepuščena propadanju. Odkrili so dolgo zakrito jamo in odprli za javnost tudi grajsko dvorišče. Pri obnovi mozaikov in kipov so odstranili mah in plesen ter prišli do izvirnih barvnih odtenkov namesto sive barve; tako se je pokazalo, da mišičasti Triton piha skozi zvito školjko in je z barvitim marmorjem povezan z osrednjim vodometom, ki črpa vodo iz Acqua Vergine. Resne kariatide so se pokazale z različnimi izrazi: ko da se smejijo ali jokajo in torej prikazujejo komedijo in tragedijo v raznih odtenkih.

## Slikovna zbirka
- Vignola: Mestno pročelje Julijeve vile
- Prvo dvorišče Julijeve vile – pogled proti nimfeju
- Nimfej pri Julijevi vili
- Loža in nimfej v drugem notranjem dvorišču
- Ammanatijev nimfej v rimski Julijevi vili
- Cock:Dvorišče z vodometom - Villa Giulia (1582) (bakrorez)
- Tako je pa izgledal nimfej v 17. stoletju
- Sarkofag novoporočencev v Etruščanskem muzeju